# Nzara
Nzara est une ville du Soudan du Sud, dans l'État d'Équatoria-Occidental.